# Santuario della Madonna delle Galline
(G. Mancini)
Il santuario della Madonna delle Galline è un santuario mariano situato a Pagani, sede dell'Arciconfraternita della Madonna delle Galline.

## Storia
La tradizione popolare racconta che nel XVI secolo, nell'ottava di Pasqua, alcune galline, razzolando, portarono alla luce una piccola tavola lignea su cui era raffigurata la Madonna del Carmine (o Madonna del Carmelo).
L'immagine avrebbe compiuto ben otto miracoli.
Tutto iniziò nel 1609, quando uno storpio, che si era addormentato davanti ad un locale di pertinenza dell'antica parrocchia di San Felice adibito a spogliatoio (o spogliaturo), lì dove si conservava la tavola trovata dalle galline, vide nel sonno la Madonna che lo invitò ad alzarsi e a buttare le stampelle perché era guarito. Il miracolo, evidentissimo, attirò sul piccolo oratorio l'attenzione generale e nel giro di pochissimo tempo si ebbero nuove guarigioni.
Tra il 1609 e il 1610 si verificarono altri sette miracoli che confermarono nei fedeli, non solo dell'Agro, la devozione alla Madonna del Carmine, ribattezzata Madonna delle Galline.
Fu deciso, allora, di costruire una chiesa più degna per accogliere i fedeli e nel 1610 mons. Lunadoro, vescovo della diocesi di Nocera, ci dice che «per il concorso del popolo devoto, ch'ivi lassa larghe elemosine, si dà cominciamento ad una chiesa molto più capace» da costruire nel luogo in cui le galline avevano trovato la tavola.
I lavori dovettero procedere con molta speditezza se mons. Stefano Vicari, nella sua visita pastorale fatta nel 1615, parla di una «ecclesia noviter erecta».
La chiesa fu successivamente abbellita e nel 1665 il priore Mandiello, dando prova di notevole perspicacia, acquistò in nome della confraternita alcune case che erano situate davanti alla chiesa e le fece abbattere per dare maggiore risalto alla facciata del tempio.
Nel 1712 fu rifatto il tetto, che fu abbellito con uno splendido cassettonato ligneo nel quale furono sistemate dodici tele. Allo stesso anno risalgono anche sei affreschi aventi per tema le storie bibliche.
Nel 1776 fu iniziata la costruzione del magnifico altare barocco, che fu completato con vari rimaneggiamenti nel 1797, e dei primi quattro altari, che conservano intatta tutta la loro magnificenza. I rimanenti due laterali sono opera ottocentesca e conservano uno la statua della Madonna del Carmine e l'altro una tela raffigurante il crocifisso sistemato nel 1784 sull'altare a devozione del sacerdote paganese Tommaso Maria Fusco, che fu cappellano dell'arciconfraternita.
Nell'agosto del 1786 il vescovo diocesano, mons. Benedetto dei Monti Sanfelice, pubblicò un decreto con cui il Capitolo di San Pietro in Vaticano stabiliva di incoronare solennemente la Madonna delle Galline in riconoscenza della protezione di Maria alla popolazione. La cerimonia di incoronazione avvenne nel 1787.
Oltre a quelli del 1712 la chiesa ebbe bisogno di altri restauri nel 1856, per l'iperbolica cifra di 2652 ducati, a causa di notevoli infiltrazioni d'acqua piovana dal tetto che ridussero a mal partito le tele.
Nel dicembre del 1954 mons. Fortunato Zoppas elevava la chiesa a santuario mariano, col beneficio della Santa Sede.
È stato duramente colpito dal terremoto del 1980, che causò il crollo di parte del timpano e notevoli danni al tetto e alla struttura.

## Descrizione

### Facciata
La facciata seicentesca è in stile barocco e si presenta alta e culminante con un frontone e abbellita da colonne, decorazioni in stucco e due statue allegoriche: la Pudicizia (a sinistra) e la Speranza (a destra). Sul portale si trova un bassorilievo raffigurante la Madonna del Carmelo con il bambino, seduta su di un nugolo di nuvole e nell'atto di essere incoronata da due angioletti.

### Interno
All'interno nel vestibolo si trova un organo con coretto in legno decorato, introdotto nel 1790. Una porta secondaria è aperta a destra dell'ingresso principale, sull'antica via consolare.
L'interno è a navata unica con tre arcate con altari inquadrate da lesene corinzie. Nella terza cappella, più profonda ed ampia, è collocata la statua settecentesca della Madonna del Carmine.
Il cassettonato ligneo del soffitto fu eseguito probabilmente durante il restauro della chiesa nel 1712.

## Festa della Madonna delle Galline
Alla chiesa è legata una festa che si svolge la domenica in albis con una processione della statua della Madonna del Carmine trasportata su un carro spinto dai fedeli. A essa il popolo offre vari volatili, principalmente galline, ma anche papere, colombe, tacchini, pavoni o gallinelle. All'offerta delle galline si accompagna quella di dolci o di torte rustiche che costituivano un tempo il cibo ricco dei contadini. Inoltre, lungo l'itinerario della processione i fedeli creano i toselli, edicole votive impreziosite da coperte di raso, merletti e stampi in terracotta. Nei cortili, dove il maggior spazio permette la realizzazione di un tosello più vistoso, trovano posto anche la statuetta della Vergine e dei piccoli pollai, a cui si aggiungono talvolta anche mostre e banchetti.
La caratteristica più importante che avvolge l'intera festa è la tammurriata, una forsennata musica popolare che scoppia il venerdì in albis, accompagna la popolazione per l'intera giornata della domenica e si conclude all'alba del lunedì successivo, quando il popolo dei danzatori va a deporre ai piedi della Madonna le tammorre utilizzate durante la festa.

## Galleria d'immagini

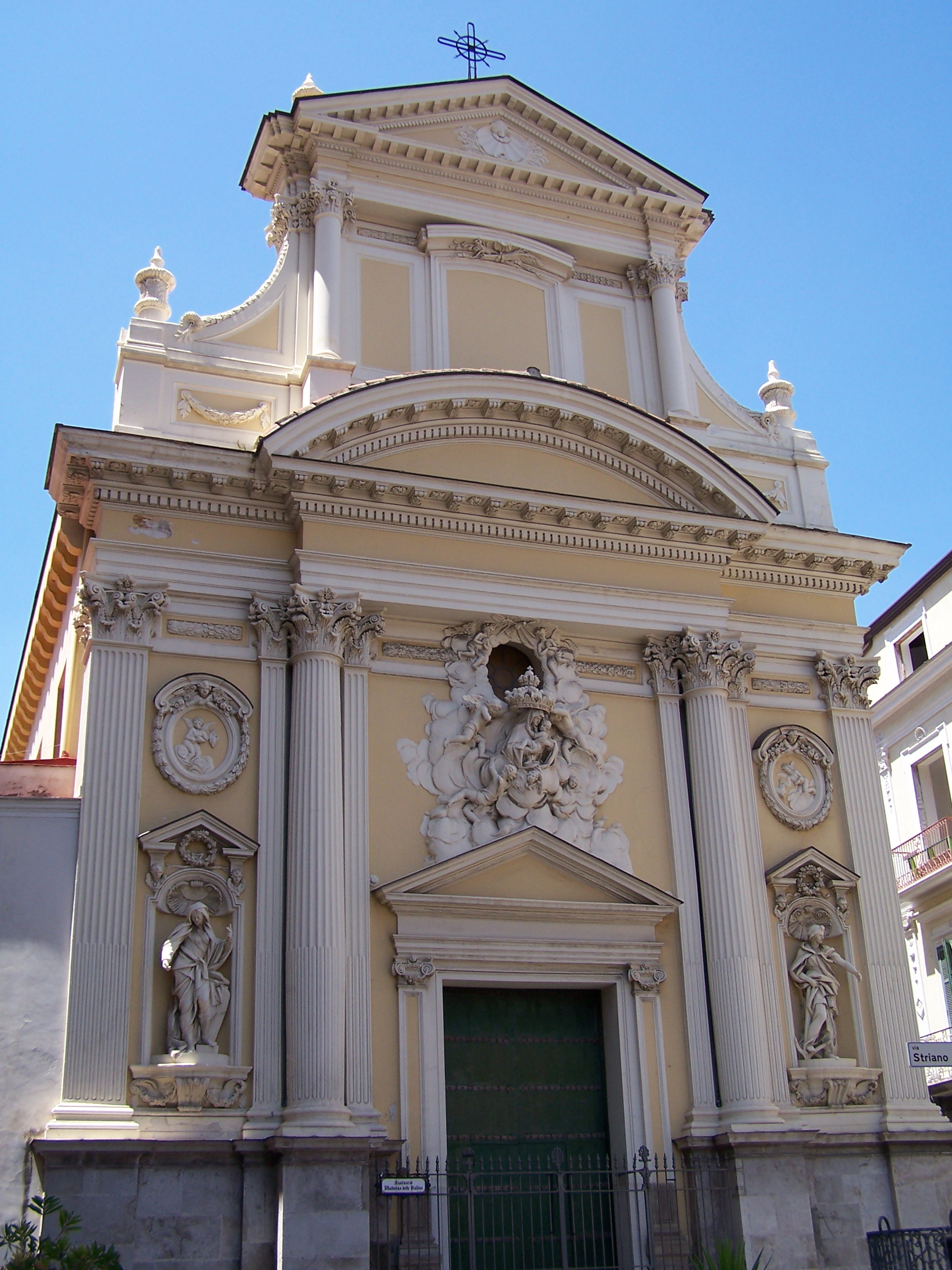
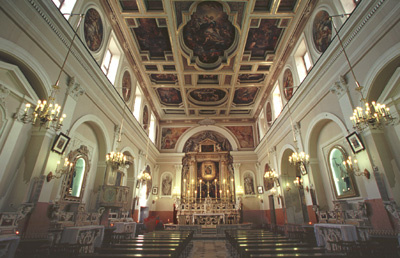
Interno Santuario della Madonna delle Galline.
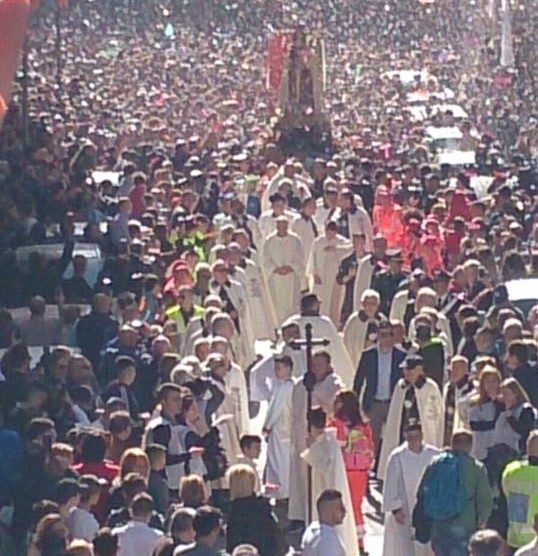
Processione Madonna delle Galline.
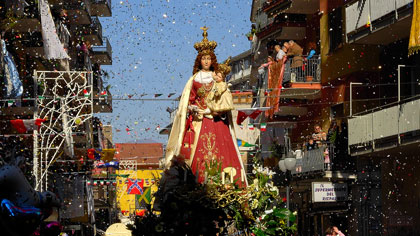
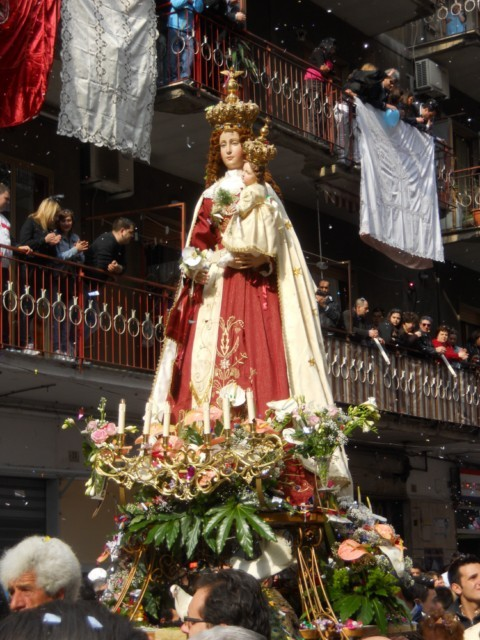
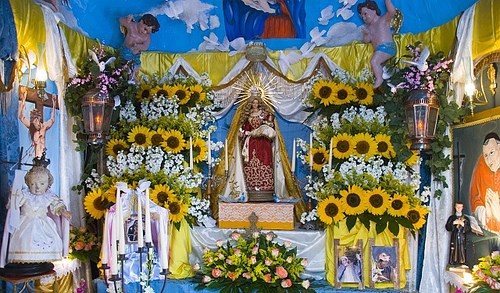
Tosello.
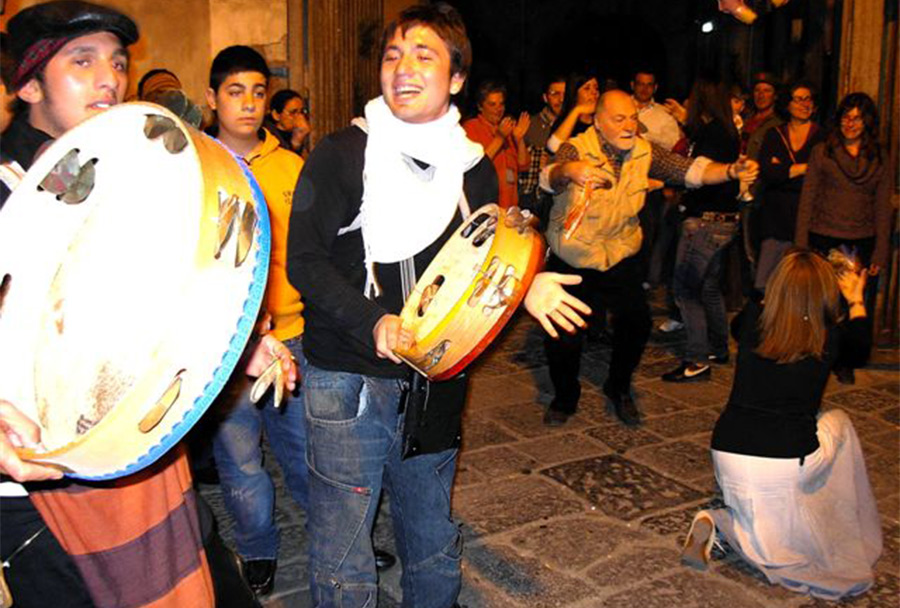
Tammuriata.